# Larry Silverstein
Larry A. Silverstein (ur. 30 maja 1931 na Brooklynie w Nowym Jorku) – amerykański przedsiębiorca pochodzenia żydowskiego, miliarder inwestujący w nieruchomości.
W czasie zamachów 11 września 2001 Silverstein wynajmował budynki World Trade Center. Odszkodowanie, które uzyskał po 6 latach po wielu procesach z ubezpieczycielami, wyniosło 4,6 miliarda dolarów. W lipcu 2001 podpisał umowę najmu kompleksu World Trade Center na okres 99 lat. Umowa obejmowała polisę ubezpieczeniową na budynki 1 WTC, 2 WTC, 4 WTC oraz 5 WTC. Początkowo miała ona opiewać na kwotę 1,5 mld dolarów, jednak po sprzeciwie najemców dyskutowano kwotę 5 mld dolarów, by ostatecznie poprzestać na 3,5 mld. Silverstein sądził się jednak o 7 mld dolarów – podwójną kwotę z racji wystąpień "dwóch ataków". Sąd podzielił ubezpieczycieli na dwie grupy, z których jedna w rezultacie wypłaciła podwójną kwotę, a druga, w tym Swiss Re – największy z ubezpieczycieli kompleksu – pojedynczą. Według propozycji umowy przedstawionej przez prawników Silversteina oba ataki powinny być traktowane jako jedno wystąpienie. Jednak ubezpieczyciele zdecydowali się honorować swoją własną ofertę tej umowy (w dniu zamachów umowa ubezpieczania nie była jeszcze podpisana ciągle będąc w trakcie negocjacji), która nie zawierała definicji pozwalających zdecydować, czy ataki były jednym bądź dwoma wystąpieniami podlegającego ubezpieczeniu zdarzenia. Umowa nie uwzględniała w żaden szczególny sposób ataków terrorystycznych, ale ich nie wykluczała i miała zastosowanie na zasadach ogólnych, podobnie jak w przypadku m.in. zamachu na ten sam kompleks w 1993.
Larry Silverstein codziennie przychodził do swojego biura w WTC i całe przedpołudnie spędzał tam na spotkaniach biznesowych. 11 września 2001 roku Larrego nie było na terenie WTC, ponieważ miał wizytę u lekarza.
W styczniu 2013 roku wraz z żoną dołączyli do grona Znamienitych Darczyńców Muzeum Historii Żydów Polskich. 